# Kostel Nanebevzetí Panny Marie (Vlkoš)
Kostel Nanebevzetí Panny Marie ve Vlkoši je římskokatolický farní kostel postavený v pozdně barokním slohu v letech 1773–1780. Je chráněn jako kulturní památka.

## Historie

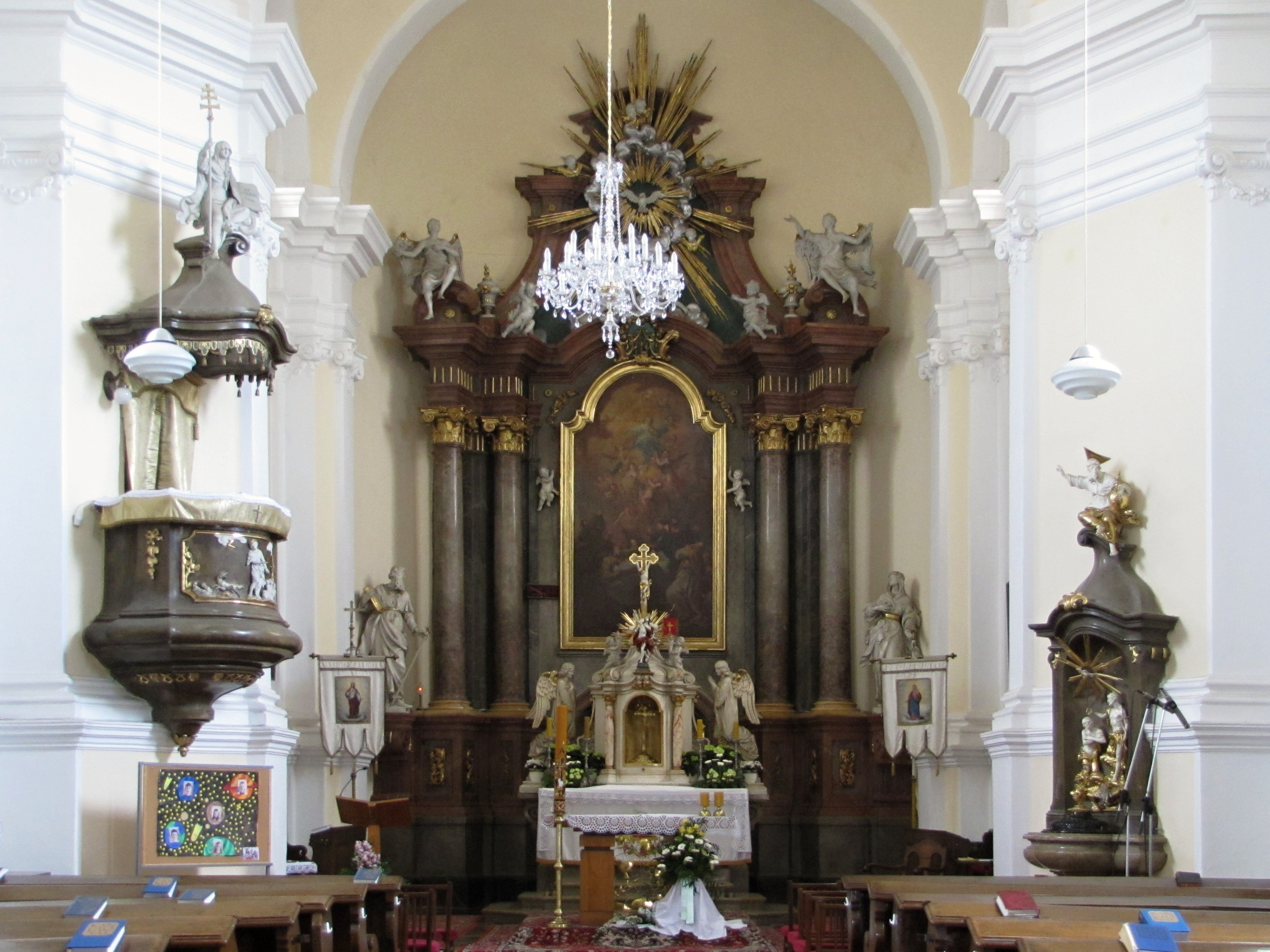
Interiér kostela

V první písemné zmínce o obci z 18. října 1248 je zmíněno sloužení mše ve zpustošeném kostele. V roce 1397 byl patronem kostela Hynek z Ronova. Vlkoš byl součástí milotické farnosti a milotický kaplan Tomáš Fiala byl pověřen stavbou nového kostela v obci. Starý kostel byl rozebrán a František Ludvík Serényi na jeho místě položil 19. června 1773 základní kámen k novému kostelu. Výstavba s několika přestávkami trvala sedm let. Ludvík Serényi zemřel 4. března 1780 a jako patron byl v kryptě nedokončeného kostela pohřben. (Při pozdějším průzkumu krypty byly nalezeny kosterní pozůstatky dvou dospělých osob a jednoho dítěte společně se zbytky ozdobných tkanin.) V témže roce byl kostel vysvěcen milotickým děkanem Bartolomějem Goltmanem. Okolo kostela se nacházel hřbitov ohraničený kamennou zídkou, která je samostatně památkově chráněna. Po epidemii cholery v roce 1831 se zemřelí začali pochovávat na jiném místě. Kostel byl v roce 1856 celkově opraven. V roce 1860 byla při vichřici poničena střecha a shozen kříž. Rozsáhlou rekonstrukci kostela společně se stavbou fary provedl v letech 1903–1904 kyjovský stavitel Eusebius Cibulka. Ve 20. století byly instalovány věžní hodiny. Tři zvony byly rekvírovány během první světové války. V roce 1927 byly pořízeny nové, ale za druhé světové války byly opět zabaveny. Současné zvony pochází z roku 1973. 
Při osvobozování obce na konci druhé světové války v dubnu 1945 byl kostel během 10 dnů těžce poškozen, když dostal 56 dělostřeleckých zásahů. Roku 1989 byla opravena fasáda a v roce 1996 instalováno plynové vytápění. Celková rekonstrukce kostela proběhla v letech 2001–2003, při níž byla opravena střecha, fasáda a vymalován interiér. Bylo také zřízeno venkovní osvětlení.
V roce 2019 se pravidelné bohoslužby konaly v neděli v 9:00 hodin a ve čtvrtek v 18:00 hodin.

## Popis
Pozdně barokní jednolodní kostel byl postaven na mírném návrší uprostřed obce a tvoří dominantu okolí. Vede k němu schodiště o 25 stupních, na jehož konci jsou umístěny sochy sv. Cyrila (vlevo) a sv. Metoděje (vpravo). Na schodišti stojí kříž s textem "Já jsem cesta, pravda a život" (Jan 14, 6 (Kral, ČEP)). Asi 15 metrů před schodištěm je kaple sv. Floriána. V těsné blízkosti kostela se přes cestu nachází budova přízemní fary.
Hlavní oltář, kazatelna a křtitelnice pocházejí z dílny brněnského sochaře Ondřeje Schweigla.